# Coloane
Coloane (mai demult în portugheză Freguesia de São Francisco Xavier) este una din cele două insule care formează Regiunea Administrativă Specială Macao din China.